# Apura (insecto)
Apura es un género de polillas de la familia Tortricidae.

## Especies
- Apura xanthosoma Turner, 1916
- Apura xylodryas Meyrick, 1927